# Opaalvaalhoed
De opaalvaalhoed (Hebeloma velutipes) is een schimmel in de familie Hymenogastraceae. Hij vormt ectomycorrhiza. Hij is bekend volgens de oorspronkelijke tekst van berk en wilg. In praktijk ook bij beuk, populier, eik en soms bij naaldbomen. Het voorkomen per familie Pinaceae (48,5%), Fagaceae (18,0%), Betulaceae (15,7%) and Salicaceae (10,3%). Hij komt voor in bossen, bij parken en langs lanen op droge, enigszins voedselarme, zand-, leem- of kleibodems.

## Kenmerken

### Uiterlijke kenmerken
Hoed
De hoed heeft een diameter van (12) 20–64 (95) en kan umbonaat zijn. Het oppervlak is wit tot bleek tot creme en donker donker in het centrum.
Lamellen
De lamellen zijn bleek roze daarna bruin en met 58 tot 78 lange lamellen aanwezig.
Steel
De steel is (5) 29–80 (120) mm lang en (3) 4–10 (20) mm dik. Er is geen cortina aanwezig. De steelbasis is meestal knolvormig opgezwollen.  De steel heeft een fluweelachtige uiterlijk als gevolg van de dichte bedekking van caulocystidia.
Geur en smaak
Hij rijkt naar radijs en smaakt bitter of naar radijs.

### Microscopische kenmerken
De basidia meten (21) 24–37 (42) x (5) 6–9 (10) μm. De sporen zijn amygdaloïde (amandelvormig), dextrinoïde, duidelijk wrattig en meten (6.9) 8.0–15.2 (16.1) × (4.1) 5.1–8.2 (8.9) μm (Q: 1.51–1.96). De cheilocystidia meten (28) 29–96 (107) × (2.7) 3.1–7.5 (8.1) μm. De toppen zijn (3.7) 4.7–12.7 (15.4) μm breed. De pleurocystidia zijn niet aanwezig. De caulocystidia bevinden zich over de hele steel, zie er hetzelfde uit als de cheilocystidia maar groter, tot 200 μm.

## Verspreiding
De opaalvaalhoed komt voor in Noord-Amerika, Europa, Nieuw-Zeeland en verschillende Aziatische landen. In Nederland komt hij algemeen voor.

## Foto's

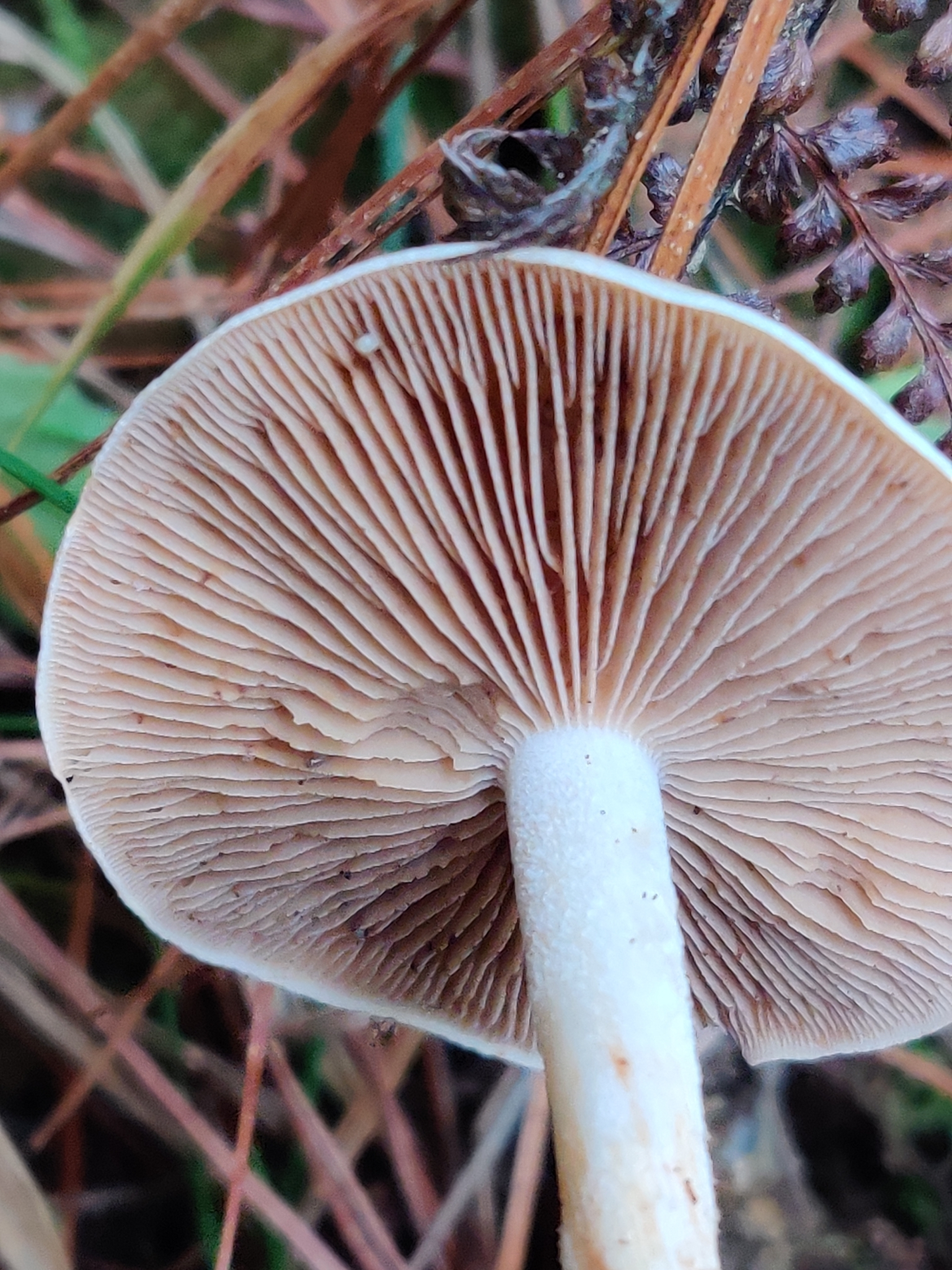
Lamellen
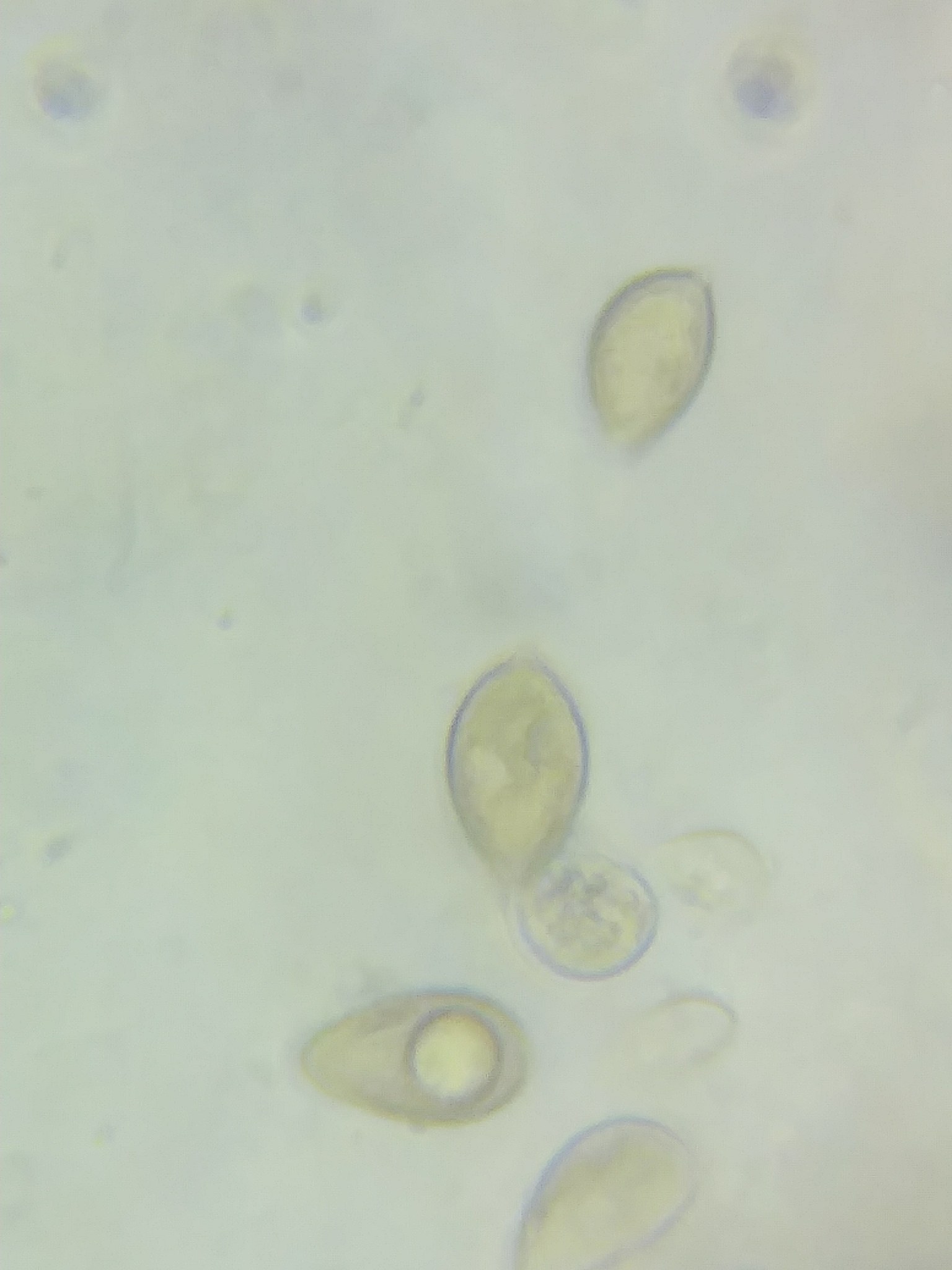
Sporen